# Duitsland op het Eurovisiesongfestival 1992
Duitsland deed mee aan het Eurovisiesongfestival 1992 in Malmö. Het was de 37ste deelname van het land op het Eurovisiesongfestival.

## Selectieprocedure
De finale werd gehouden in de Rotehornhalle in Maagdenburg en werd gepresenteerd door Carmen Nebel.
In totaal deden er 6 acts mee aan deze nationale finale.
De winnaar werd gekozen door 11 regionale jury's die elk 1 punt mochten geven aan hun favoriete lied .
| Volgorde | Artiest        | Lied                      | Punten | Plaats |
| -------- | -------------- | ------------------------- | ------ | ------ |
| 1        | Bernhard Brink | "Der letzte Traum"        | 0      | 4th    |
| 2        | Relax          | "Blue Farewell River"     | 0      | 4th    |
| 3        | Susan Schubert | "Shalalaika"              | 0      | 4th    |
| 4        | Blaue Engel    | "Licht am Horizont"       | 3      | 2nd    |
| 5        | Lena Valaitis  | "Wir seh'n uns wieder"    | 1      | 3rd    |
| 6        | Wind           | "Träume sind für alle da" | 7      | 1st    |

## In Malmö
In de finale van het Eurovisiesongfestival 1992 moest Duitsland optreden als 22ste, net na Noorwegen en voor Nederland. Op het einde van de stemming bleek dat ze op een 16de plaats geëindigd waren met 27 punten.
Nederland en België hadden respectievelijk 0 en 6 punten over voor deze inzending.

### Gekregen punten
| 12 punten | 10 punten  | 8 punten     | 7 punten  | 6 punten                       |
| --------- | ---------- | ------------ | --------- | ------------------------------ |
|           | - Portugal |              |           | - België - Verenigd Koninkrijk |
| 5 punten  | 4 punten   | 3 punten     | 2 punten  | 1 punt                         |
|           |            | - Denemarken | - Ierland |                                |

### Gegeven punten
Punten gegeven in de finale:
| 12 punten | Verenigd Koninkrijk |
| 10 punten | Ierland             |
| 8 punten  | Portugal            |
| 7 punten  | Nederland           |
| 6 punten  | IJsland             |
| 5 punten  | Denemarken          |
| 4 punten  | Israël              |
| 3 punten  | Frankrijk           |
| 2 punten  | Joegoslavië         |
| 1 punt    | Italië              |

1956 · 1957 · 1958 · 1959 · 1960 · 1961 · 1962 · 1963 · 1964 · 1965 · 1966 · 1967 · 1968 · 1969 · 1970 · 1971 · 1972 · 1973 · 1974 · 1975 · 1976 · 1977 · 1978 · 1979 · 1980 · 1981 · 1982 · 1983 · 1984 · 1985 · 1986 · 1987 · 1988 · 1989 · 1990 · 1991 · 1992 · 1993 · 1994 · 1995 · 1996 · 1997 · 1998 · 1999 · 2000 · 2001 · 2002 · 2003 · 2004 · 2005 · 2006 · 2007 · 2008 · 2009 · 2010 · 2011 · 2012 · 2013 · 2014 · 2015 · 2016 · 2017 · 2018 · 2019 · 2020 · 2021 · 2022 · 2023 · 2024 · 2025